# Dòng họ Nguyễn ở Đông Tác
Dòng họ Nguyễn Đông Tác là một trong những dòng họ định cư lâu đời nhất tại khu vực Thăng Long - Hà Nội liên tục từ thế kỉ 15 cho đến hiện nay. Địa bàn sinh sống chủ yếu của dòng họ này trong lịch sử là làng Trung Tự - Phường Đông Tác (nay thuộc phường Phương Liên - Quận Đống Đa - Hà Nội). Đây cũng là dòng họ khoa bảng, đã sinh ra nhiều danh nhân cho Hà Nội và đất nước.

## Lịch sử hình thành
Theo tài liệu trong cuốn Thọ Xương Đông Tác Nguyễn thị Thế phả, soạn năm Thiệu Trị thứ 3 (1843) thì dòng họ Nguyễn Đông Tác có nguồn gốc từ Gia Miêu ngoại trang, Thanh Hóa đã ra Thăng Long khai nghiệp "đã hơn 400 năm". Như vậy, thời điểm lập nghiệp của dòng họ Nguyễn Đông Tác tại Thăng Long là vào khoảng giữa thế kỷ 15.

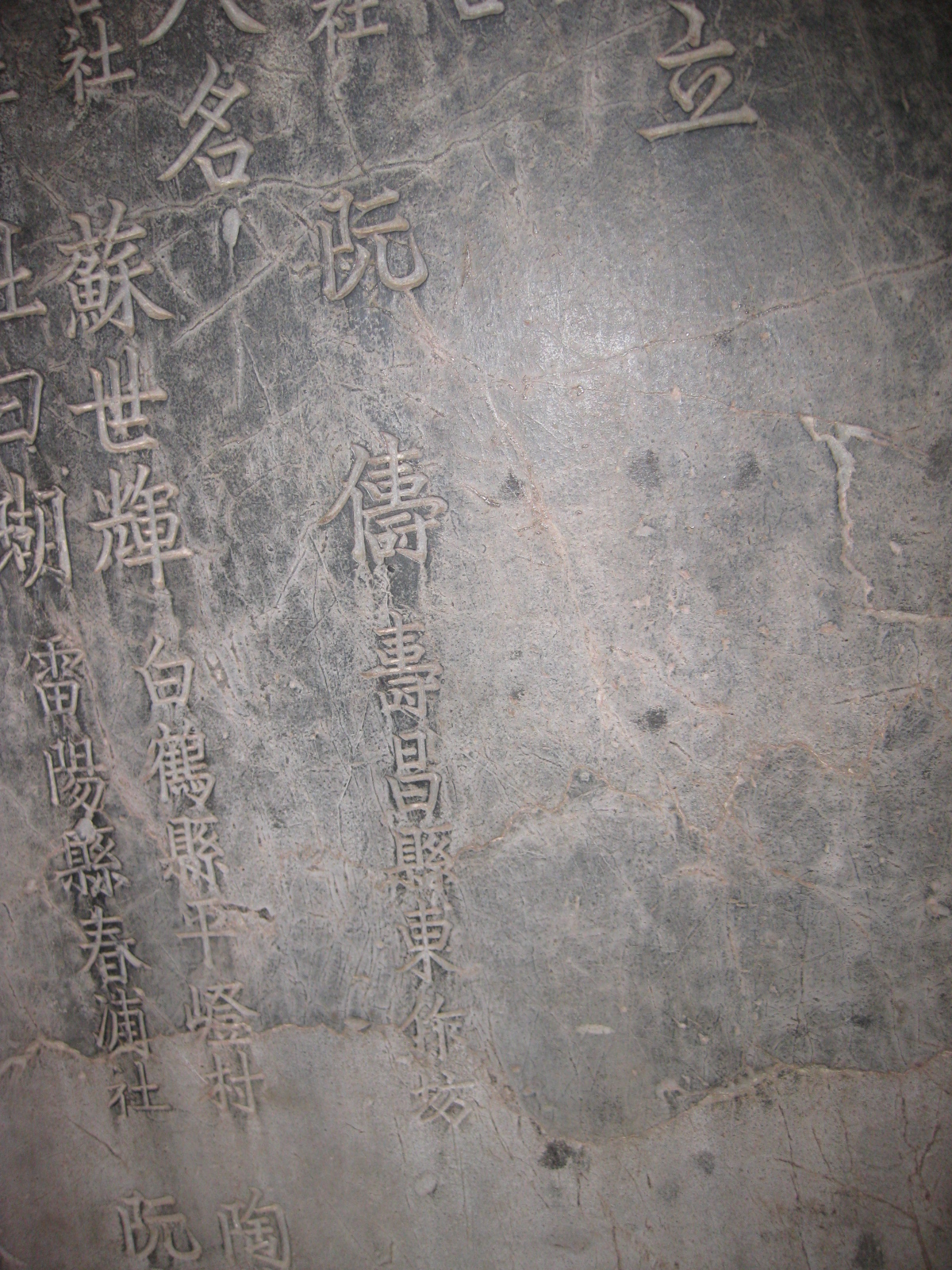
Bia Tiến sĩ khắc năm Chính Hoà thứ 18 (1697) tại Văn Miếu - Quốc Tử Giám (Hà Nội) đề tên Nguyễn Trù, người phường Đông Tác, huyện Thọ Xương

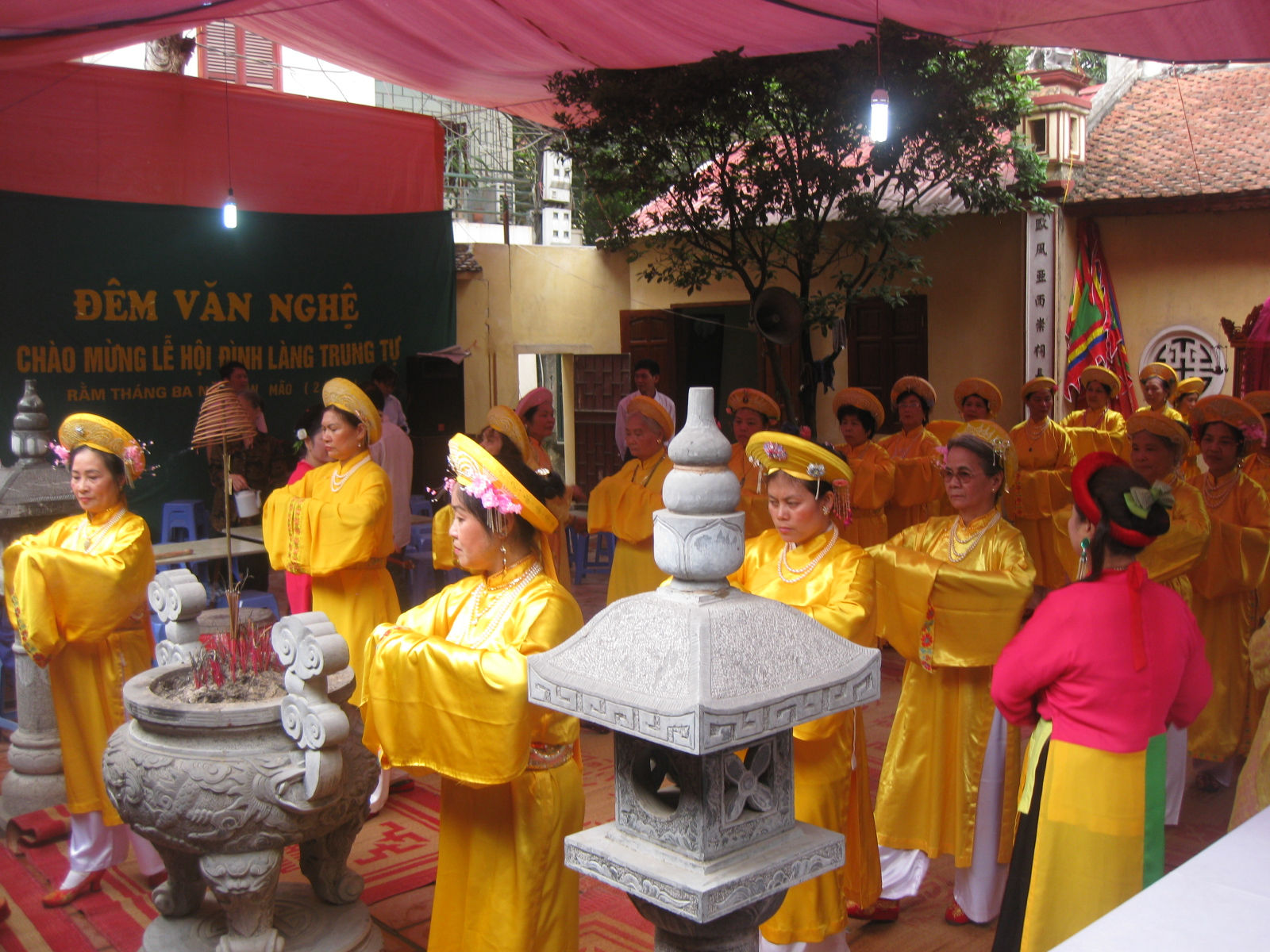
Hội làng Đông Tác - Trung Tự

Theo bản đồ năm 1490 đời Lê Thánh Tông thì đất Trung Tự thuộc phường Đông Tác, huyện Vĩnh Xương, phủ Phụng Thiên. Theo bản đồ năm 1831 đời vua Minh Mệnh thì Trung Tự thuộc phường Đông Tác, tổng Tả Nghiêm, huyện Thọ Xương, phủ Hoài Đức, tỉnh Hà Nội.
Cụ sơ Tổ của dòng họ là Nguyễn Chính Thiện. Con trai của Tổ là Nguyễn Lương Phúc, hiệu Thanh Nhàn, giữ chức Quang Tiến Phụ Quốc Thượng tướng Quân. Tuy nhiên, vào đời thứ tư (thế kỷ 16), dòng họ đã bị một số quan lại đương thời chiếm đất, nên phải sang cư trú tạm tại làng Kim Hoa ở bên cạnh.

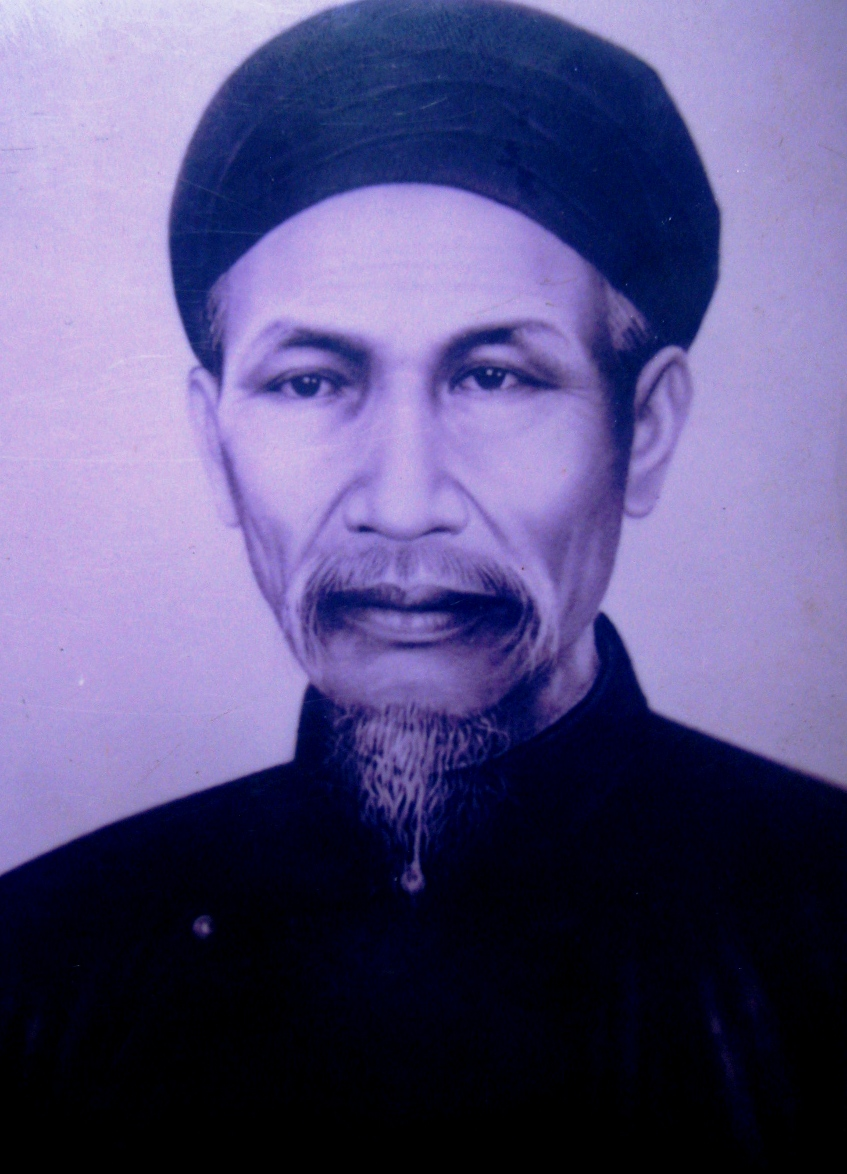
Đông Tác Tiến sĩ Nguyễn Văn Lý (1795 - 1868)

## Sự phát triển
Đến đời thứ 7, dòng họ Nguyễn Đông Tác có ông Nguyễn Hy Quang (1634-1692) khi còn đang đi học cũng đã bày mưu kế cho dân làng tranh kiện đòi lại đất đai với các chức dịch. Về sau, Nguyễn Hy Quang đỗ Giải nguyên kỳ thi Hương khoa Đinh Dậu (1657), vào thi Hội trúng Tam trường, lại đỗ khoa Sĩ vọng (khoa Canh Tuất-1670), được bổ chức Giáo thụ phủ Thường Tín. Chúa Trịnh Tạc biết tiếng ông, bèn triệu vào Phủ Chúa, làm thầy giáo dạy các cháu nhà chúa là đích tôn Trịnh Vĩnh và Trịnh Bính.

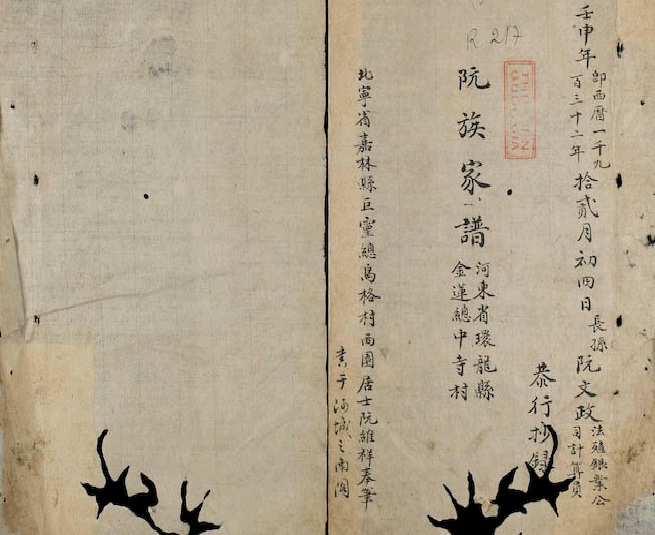
Gia phả dòng họ Nguyễn Đông tác (bản sao chép năm 1932)

Con trai của Nguyễn Hy Quang là Tổng binh Thiêm sứ, Đặc tiến Phụ Quốc Thượng tướng quân Nguyễn Hữu Dụng (1661-1729), đỗ Tạo sĩ (Tiến sĩ Võ) được phong tước Tào quận công và phối thờ trong đình Trung Tự, mộ tại làng Đa Sỹ (Hà Đông).
Cháu ruột của Nguyễn Hy Quang là Nguyễn Trù (đời 8), đỗ Hoàng giáp năm 1697, sau làm quan đến chức Tư nghiệp Quốc Tử Giám.
Đời thứ 11, họ Nguyễn Đông Tác có ông Nguyễn Hữu Diễn đỗ tạo sĩ (tiến sĩ võ) khoa Đinh Sửu niên hiệu Cảnh Hưng 18 (1757) đời vua Lê Hiển Tông, làm quan đến chức Vệ uy thị giảng, Quả cảm tướng quân, tước Thức Võ hầu.
Cũng ở đời 11, họ Nguyễn Đông Tác lại có ông Nguyễn Văn Lý (1795-1868), đỗ Tiến sĩ khoa Nhâm Thìn đời vua Minh Mạng (năm 1832), là nhà giáo, nhà văn hóa lớn, để lại nhiều tác phẩm.
Nguyễn Hữu Cầu, đời thứ 13, là một trong những người sáng lập trường Đông Kinh Nghĩa Thục.
Nguyễn Hữu Tảo, đời thứ 14, là người đặt nền móng cho bộ môn Tâm lý - Giáo dục học Việt Nam.
Thiều Chửu đời thứ 14 là một cư sĩ nổi tiếng của Phật giáo Việt Nam trong thế kỉ 20.

## Hiện tại
Dòng họ Nguyễn Đông Tác đã có gần 600 năm định cư ở Hà Nội và đã phát triển đến đời thứ 21. Quá trình đô thị hóa diễn ra nhanh chóng đã khiến nhiều người trong dòng họ lưu tán ở nhiều nơi, chứ không tập trung tại làng như trước kia. Tuy nhiên, dòng họ Nguyễn Đông Tác vẫn duy trì được ngày hội làng 15 tháng 3 (Âm lịch) và ngày giỗ họ 3 tháng 3 Âm lịch.